# Absolute Galoisgruppe
Die absolute Galoisgruppe {\displaystyle G_{K}} eines Körpers {\displaystyle K} ist die Galoisgruppe, welche zum separablen Abschluss {\displaystyle K^{\mathrm {sep} }/K} gehört. Sie ist eindeutig bis auf  Isomorphie. Im Allgemeinen ist die Körpererweiterung {\displaystyle K^{\mathrm {sep} }/K} von unendlichem Grad, weshalb der Hauptsatz der Galoistheorie als solcher nicht mehr anwendbar ist. Das Studium von {\displaystyle G_{K}} verspricht Information über sämtliche endlichen galoisschen Körpererweiterungen {\displaystyle L/K}, insbesondere Hinweise zur Lösung des Umkehrproblems der Galoistheorie.

## Beispiele
- Für einen perfekten Körper {\displaystyle K} ist der separable Abschluss gleich dem algebraischen Abschluss, also {\displaystyle K^{\mathrm {sep} }={\overline {K}}}.
- Wegen {\displaystyle {\overline {\mathbb {R} }}=\mathbb {C} } ist {\displaystyle G_{\mathbb {R} }=\{\mathrm {id} ,c\}}, wobei {\displaystyle c} die komplexe Konjugation bezeichnet.
- Für {\displaystyle K=\mathbb {Q} } wurde bisher keine explizite Charakterisierung von {\displaystyle G_{K}} gefunden.   Man erhofft sich Aussagen aus dem Satz von Belyi, nach dem {\displaystyle G_{K}} treu auf bestimmten Graphen, den sogenannten dessins d' enfants, operiert. Die Absolute Galoisgruppe über den rationalen Zahlen ist wichtig in der Zahlentheorie und Gegenstand der inzwischen bewiesenen Serre-Vermutung.
- Wenn {\displaystyle \mathbb {F} _{q}} der Körper mit {\displaystyle q} Elementen ist, gilt {\displaystyle G_{\mathbb {F} _{q}}=\lim _{\longleftarrow }\mathbb {Z} /n\mathbb {Z} =:{\hat {\mathbb {Z} }}}, wobei auf der rechten Seite der projektive Limes von {\displaystyle \mathbb {Z} /n\mathbb {Z} ~(n\in \mathbb {N} )}, die Gruppe der proendlichen Zahlen, steht.